# Шиманський Іван Михайлович
Іван Шиманський (псевдо.: «Шум»; 15 травня 1911 (за іншими даними — в 1913), с. Новий Люблинець, Любачівський повіт, Австро-Угорщина (тепер в гміні Чесанів Любачівського повіту Підкарпатського воєводства Польщі) — 5 вересня 1947 (за іншими даними — 7 вересня 1947), бункер в лісі біля села Монастир Любачівського повіту) — військовий діяч, сотник УПА, командир сотень «Месники-1» та «Месники-2» куреня «Месники» ТВ-27 «Бастіон» Військової округи-6 «Сян» групи УПА-Захід, постійний заступник командира куреня «Месники» Івана Шпонтака (псевдо «Залізняк»).

## Життєпис
Іван Шиманський народився 15 травня 1911 або 1913 року в селі Новий Люблинець, Любачівський повіт, Австро-Угорщина (тепер у гміні Чесанів Любачівського повіту Підкарпатського воєводства Польщі) в середньозаможній селянській родині. Був п'ятою дитиною в сім'ї, а всього батьки Івана мали 9 дітей. Батько — Михайло Шиманський, мати — Єва, до шлюбу — Грицько.
Дитинство та юність Іван провів в рідному селі, де закінчив початкову школу, займався спортом, брав участь у місцевому відділенні товариства «Просвіта» та був провідним діячем українських молодіжних організацій.
По закінченні початкової школи продовжив своє навчання в Любачеві та Львові. Там у 1928—1930 роках при львівському Союзі української незалежної молоді Іван Шиманський разом зі Степаном Бандерою, Левом Сенишиним та Данилом Чайківським видавав журнал гумористично-сатиричного спрямування. Тоді ж позиціонував себе як симпатика очолюваної Юліаном Головінським УВО та вступив в ОУН, де виконував функції референта.
У 1934—1936 роках Іван служив у Війську Польському, закінчив школу підстаршин, отримавши звання капрала, потім відбував військову службу у підрозділі кавалерії в місті Ланцуті. По звільненні з армії був переслідуваний польською поліцією за активну проукраїнську діяльність.
Перед початком Другої світової війни його знову мобілізували до Війська Польського. Після закінчення Вересневої кампанії повернувся в рідні місця, де, разом із майбутнім полковником УПА Василем Левковичем зі сусіднього Старого Люблинця та майбутнім головним організатором та командиром УПА-Південь Омеляном Грабцем, зайнявся політичною діяльністю на території Любачівщини й Чесанівщини. Співпрацював з Іваном Білим та Адріяном Лебедовичем, (за смерть останнього 11 лютого 1944 року відплатною акцією на село Рудка 19 квітня 1944 року розпочався бойовий шлях сотні «Залізняка» та куреня «Месники»).
Прихід на Любачівщину Червоної Армії наприкінці 1939 року змусив Шиманського покинути малу батьківщину та переховуватись від співробітників НКВС.
З початком німецько-радянської війни і німецької окупації теренів Іван, щоб уникнути відправки на примусові роботи до Третього Рейху і за згодою ОУН, вступив до лав української допоміжної поліції (УДП). Пройшовши в 1941 році поліцейський вишкіл у місті Холм, Шиманський був призначений комендантом поліції в українському селі Сагрині Грубешівського повіту (тепер Люблінське воєводство, Польща), згодом його перевели до Чесанова.
Наприкінці 1943 року Іван Шиманський, прийнявши псевдонім «Шум», зайнявся організацією Самооборонних Кущових Відділів для захисту мирного українського населення.
В кінці березня 1944 року заступник повітового коменданта української допоміжної поліції з Рави-Руської Іван Шпонтак привів до околиць села Горайця поблизу Чесанова частину своїх підлеглих. Сюди ж, в Гораєцькі ліси, почали приходити українські патріотично настоєні хлопці та чоловіки. Прийшов Іван Шиманський, який був особисто знайомий з Іваном Шпонтаком. Прийшли його односельці з Нового Люблинця, з сусіднього Старого Люблинця, Жукова, Німстова, Нового Села, Улазова, Старого та Нового Брусна, Лівчі, Дикова (тепер Новий Диків та Старий Диків), Горинця, інших ближніх та дальніх сіл і містечок. Вони йшли, щоб разом творити ще один підрозділ УПА — сотню «Залізняка» (саме таке псевдо, «Залізняк», прийняв її командир Іван Шпонтак).

## Боротьба в лавах УПА
В новоствореній сотні «Залізняка» було сформовоно чотири чоти. Одну з них, першу, наказали очолити «другові Шуму» — колишньому уланові польської армії Іванові Шиманському. На посаді чотового Шиманський перебував з моменту створення сотні, (кінець березня-початок квітня 1944 року), до її реорганізації в курінь наприкінці 1944 року.